# Río Paraná Guazú
El río Paraná Guazú el más grande de los brazos del Delta del Paraná. Tiene una gran profundidad de entre 12 y 30 metros y un ancho de entre 1 y 2 km. Su caudal medio es de aproximadamente 14.000 m³/s.
Es el límite entre las provincias argentinas de Entre Ríos y Buenos Aires.
- Datos: Q6115508